# Johann Bernhard Christoph Eichmann
Johann Bernhard Christoph Eichmann (Weimar, 1 oktober 1748 – Altenburg, 16 januari 1817) was een Duits jurist.

## Biografie
Johann Bernhard Christoph Eichmann werd op 1 oktober 1748 in Weimar geboren. Hij volgde daar een gymnasium. Vanaf 1767 studeerde hij rechten aan de Universiteit van Jena, waar hij in 1772 de doctorstitel verkreeg. Daarna ging hij werken als advocaat bij het hofgericht. Vier jaar later werd Eichmann buitengewoon hoogleraar in de rechten. In 1782 werd hij aangesteld als rechter aan de schepenbank en advocaat van de universiteit. Johann Bernhard Eichmann werd in 1786 als regierungsrat naar Altenburg beroepen. Daar werd hij in 1797 konsistorialrat en later ook vicevoorzitter van het consistorium. In Altenburg bleef hij tot zijn dood op 16 januari 1817. Zijn zoon Karl, die eveneens advocaat en hoogleraar rechten was, overleefde hem.

## Publicaties (selectie)
- Erklärungen des bürgerlichen Rechts nach Anleitung des Hellfeldischen Lehrbuchs der Pandecten (vijf delen; 1779 tot 1799)
- Rechtliche Bemerkungen und Ausführungen (1802)